# Миеза
Миеза или Меза (на гръцки: Μίεζα, Μέζα) е малък античен македонски град, разположен в Ботиая, в местността Извори, при изворите на Стило, близо до днешното село Голишани (Левкадия), на три километра североизточно от град Негуш (Науса). Според Плутарх край Миеза в Нимфеума, храма на нимфите, е имал училище Аристотел и в него три години е учил Александър Македонски:
| „ | После като място, където учител и ученик могат да се трудят и учат, той им определил Храма на нимфите край Миеза, където и до днес на посетителя се показват каменните седалки и сенчестите пътеки на Аристотел... | “ |

Градът носи името на Миеза, дъщерята на Берес и сестра на Олган и Бероя и е родно място на Александровия военачалник Певкест и Аминта Миезки. Градът е открит при разкопки през 50-те години на ΧΧ век.
От Миезкия некропол са разкрити Антемийската, Кинхевата, Съдебната и Лисоновата и Каликлиева гробница, както и много гробници в околните ниви. Цистови гробове има и в широк периметър между Копаново и Голишани – местностите Капсура, Рудина, Железопътна линия, Камара, Тумба. В местността Чифлик има остатъци от еленистично, римско и късноантично време. В местността Балтането са открити римски вили, а във Вадос – антична кариера.
Още в 1962 година и отново в 2012 година градът е обявен за паметник на културата.